# Susukan (plaats in Semarang)
Susukan is een bestuurslaag in het regentschap Semarang van de provincie Midden-Java, Indonesië. Susukan telt 2809 inwoners (volkstelling 2010).